# Тухля-Осада
Тухля-Осада (пол. Tuchla-Osada) — село у Польщі, розташоване у Ярославському повіті Підкарпатського воєводства, сільська ґміна Ляшки. Знаходиться на відстані 11 км на схід від Ярослава.
Кількість мешканців — 129 осіб.
З 1975 по 1998 село знаходилося у Перемишльському воєводстві.